# АКА (рэпер)
Кирнан Джаррид Форбс (африк. Kiernan Jarryd Forbes; 28 января 1988, Кейптаун, ЮАР — 10 февраля 2023, Дурбан, ЮАР), более известный под псевдонимом АКА — южноафриканский рэп- и хип-хоп исполнитель, музыкальный продюсер, бизнесмен.

## Биография

### 1988—2013: Ранняя жизнь и начало карьеры
Родился 28 января 1988 года в Кейптауне, Южная Африка. Рос и воспитывался в христианской семье вместе с младшим братом.
Он переехал в Йоханнесбург в молодом возрасте и поступил в колледж Святого Иоанна.
В 2002 году Форбс вместе с двумя своими друзьями сформировал музыкальную хип-хоп группу под названием «Entity». Группа была номинирована на премию KORA Award в категории «Лучший африканский хип-хоп». Коллектив распался в 2006 году и Форбс продолжил изучать звукорежиссуру.
В 2006 году вместе с другими двумя участниками стал соучредителем продюсерского коллектива «The IV League». Лига IV предоставила продюсерские кредиты ещё нескольким артистам по мимо них.
В 2009 году он выпустил три сингла: «In My Walk», «I Do» и «Mistakes». 28 июля 2010 года Форбс выпустил «I Want It All», главный сингл из своего дебютного студийного альбома «Altar Ego». В альбоме также были предварительно выпущены два сингла: «All I Know» и «Victory Lap». Второй сингл был успешным, так как возглавил чарты местных радиостанций Южной Африки. Затем «Alter Ego», который был выпущен 23 августа 2011 года. Альбом получил золотой сертификат RiSA за коммерческий успех. Также его альбом получил несколько наград, в том числе награду «Metro FM Awards 2011» за лучший хип-хоп альбом. Форбс стал лучшим артистом года на церемонии вручения наград «South African Music Awards 2012».

### 2014—2017: Продолжение деятельности
Позже вышел второй альбом под названием «Levels» 30 июня 2014 года. Альбом сопровождался четырьмя синглами: «Jealousy», «Kontrol» (с участием Da LES), «Congratulate» и «Run Jozi (Godly)» с участием KO и Yanga. Альбом стал платиновым в 2014 году и дважды платиновым в 2018 году по версии RiSA. Этот альбом дал Форбс возможность стать первым южноафриканским рэпером, который стал неоднократно платиновым со своими альбомами, в основном записанными на английском языке.
2 декабря 2016 года Форбс выпустил заглавный сингл «The World is Yours» из его третьего студийного альбома. В связи с задержкой его выпуска Форбс посотрудничал с ассоциированной группой Anatii в написании альбома «Be Careful What You Wish For». Альбом был выпущен 28 июля 2017 года и получил положительные отзывы критиков. Успешно зашли аудитории и были с поддержкой его три сингла: «10 Fingers», «Don’t Forget To Pray» и «Holy Mountain» этого же года.

### 2018—2019: Музыка и новые успехи
С предварительным выпуском «The World is Yours» в 2016 году Форбс также предварительно выпустил песни, в том числе «Caiphus Song», «Star Signs» (с участием Stogie T) и «Sweet Fire», в поддержку выпуска его третьего альбома. Что касается обложки альбома, Форбс объявил в Твиттере конкурс для графических дизайнеров на создание обложки на его альбом с использованием качественного портрета лица. Поскольку было отправлено множество заявок, Форбс выбрал победителя по имени Таонга, который прошел стажировку в Beam Group. За пятнадцать дней до его выпуска он выпустил спорный сингл «Beyonce», который был пренебрежительной песней, посвященной его бывшей девушке Бонангу Матебе. Затем «Touch My Blood» был выпущен 15 июня 2018 года, но по идее должен был выйти 25 мая 2018 года и затем был отложен из-за того, что потребовалось время для его редактирования и продвижения. Альбом стал платиновым, а затем дважды платиновым от RiSA в 2019 году. Шестой сингл «Touch My Blood», «Fela in Versace» с участием Kiddominant получил более высокий коммерческий успех по сравнению с другими синглами. В альбоме приняли участие другие южноафриканские артисты, включая L-Tido, JR, Yanga Chief, Stogie T, Kwesta и Okmalumkoolkat, а также нигерийского артиста и продюсера Kiddominant.
8 апреля 2018 года Форбс принял участие в прямом эфире WWE в Кейптауне и Йоханнесбурге, Южная Африка, а в феврале 2019 года он был отмечен в ежегодном специальном выпуске «Comedy Central SA».
В апреле 2020 года Форбс вместе с брендом водки «Cruz» выпустил напиток со вкусом арбуза и с его инициалом на бутылках.

### 2020—2022: Последние успехи и творчество
6 ноября 2021 года был выпущен EP-альбом, который сопровождался четырьмя синглами: «Energy», «Python», «Monuments» и «Cross My Heart». На десятой церемонии вручения наград «South African Hip Hop Awards», он был номинирован как «Артист десятилетия».
В начале сентября 2022 года АКА объявил в Instagram о планах по выпуску своего грядущего четвёртого студийного и полного альбома под названием «Mass Country». Трек «Lemons (Lemonade)» с участием Nasty C был выпущен 16 сентября 2022 года как главный сингл альбома. Песня получила золотой сертификат от звукозаписывающей индустрии Южной Африки (RiSA).

## Личная жизнь
Форбс начал встречаться с продюсером DJ Zinhle в конце 2014 года. Получив несколько наград South African Hip Hop Awards, Zinhle намекнула на их отношения, написав в Твиттере: «Поздравляю моего победителя». У пары есть дочь по имени Кайро Овету Форбс, родившаяся в 2015 году. В августе 2015 года он и его девушка расстались после того, как выяснилось, что Форбс якобы изменял Zinhle с телеведущей Бонанг Матеба. Поскольку АКА и Матеба отвергли обвинения, они заявили о своих отношениях в 2016 году. Форбс и Матеба расстались в декабре 2017 года. Однако рэпер и Zinhle снова сошлись в конце 2018 года, но позже в 2019 году они повторно расстались.
21 февраля 2021 года Форбс опубликовал в Instagram фотографию, на которой объявил о своей помолвке с девушкой по имени Нелли Тембе. 11 апреля 2021 года Тембе умерла после падения из отеля в Кейптауне. После смерти Тембе появились сообщения о том, что Форбс употреблял наркотики. В ответ он выступил с публичным заявлением, в котором заявил, что не будет втягиваться в разоблачение их проблем как пары, чтобы защитить себя от «односторонних взглядов». Заявление рэпера прозвучало после сообщения News24, в котором утверждалось, что его видели в кадре, в котором он руками с силой ломает деревянную дверь, чтобы войти в спальню их квартиры в Брайанстоне, Йоханнесбург, где пряталась Тембе. Инцидент якобы произошел 13 марта 2021 года, почти за месяц до её смерти.

## Дискография
Наименования альбомов на оригинальном языке.

### Студийные альбомы
- Altar Ego (2011)
- Levels (2014)
- Touch My Blood (2018)
- Mass Country (2023)

### Совместные альбомы
- Be Careful What You Wish For (AKA and Anatii), (2017)

### Дополнительные альбомы (бонусные)
- 247/365 E.P (2009)
- Bhovamania (2020)

## Причина смерти
10 февраля 2023 года AKA должен был выступить в ночном клубе «Yugo» в Дурбане, в рамках празднования своего дня рождения. Около 10 вечера Форбс и его друзья стояли возле ресторана «Wish» на Флорида-роуд, когда к ним подбежал вооружённый человек в капюшоне и выстрелил Форбсу в голову, в то время как его сообщник, стоявший у машины Форбса, произвел ещё несколько выстрелов, которые убили его, коллегу и по совместительству друга. Затем двое преступников скрылись с места происшествия пешком. Форбс и ещё один человек по имени Мотсоане были объявлены мертвыми на месте происшествия.
28 февраля 2024 года Парламент Южной Африки на своём официальном сайте сообщил о том, что семеро подозреваемых человек причастных к смерти рэпера АКА были найдены и арестованы до дальнейшего разбирательства.